# Alberto Arrando Garrido
Alberto Arrando Garrido (Valencia, 7 de julio de 1886-Ciudad de México, 7 de abril de 1972) fue un militar y policía español.

## Biografía
Militar de carrera. En 1919 ya ostentaba el rango de capitán y se encontraba al frente el Somatén en la zona de Puigcerdá.
En julio de 1936, ya con el rango de comandante, estaba al frente de las Fuerzas de Seguridad y Asalto en Barcelona. Se mantuvo fiel a las autoridades republicanas, y al frente de las fuerzas de seguridad contribuyó decisivamente al fracaso de los militares rebeldes en la capital catalana. Durante los Sucesos de mayo de 1937 el ya Teniente coronel Arrando fue nombrado Delegado de Orden público para Barcelona, en sustitución del coronel Antonio Escobar, que había resultado herido. En febrero de 1938 fue nombrado comandante de la 30.ª División en el Frente de Aragón, aunque fue destituido poco después tras el hundimiento del frente y la desbandada de soldados.
Al final de la contienda marchó al exilio, trasladándose a México a bordo del Nyassa.

## Familia
Tenía un hermano, Francisco, que también pertenecía al Cuerpo de Asalto y murió durante los combates de julio de 1936 en Barcelona.